# 스콧 쿨보
스콧 로버트 쿨보(Scott Robert Coolbaugh, 1966년 6월 13일 ~ )는 미국의 전직 야구 선수이다. 전 KBO 리그 현대 유니콘스의 선수이자, 현 아메리칸 리그 디트로이트 타이거스의 타격 코치이다.
전 KBO 리그 두산 베어스의 외국인 야구 선수 마이크 쿨보의 형이다.
1995년 한신 입단 첫 해 타율 0.278 22홈런(팀내 2위) 77타점(팀내 공동 1위)으로 기대를 담아 잔류했으나 1996년 개막부터 오른쪽 눈의 염증으로 인한 부진 탓인지 같은 해 6월 해고됐고 이 과정에서 한신에 같이 입단한 메이저리그 강타자 출신이자 데뷔 첫 해 타율 0.256 22홈런 77타점으로 뛰어난 활약을 펼쳤지만 1996년에는 후지타 다이라 감독 등 수뇌진과의 불화 탓인지 스타팅 멤버에서 제외된 데다 스타팅 멤버에 복귀했음에도 좋지 않은 컨디션을 보인 글렌 데이비스(일본 등록명 글렌)도 같은 시기 퇴출됐으며 데이비스는 일본에서 중도 퇴출 후 OB LG 삼성 현대 등 4개 구단에 자기 소개서를 보냈으나 "한국 국적을 가진 사람이 아니면 선수생활을 할 수 없다"는 그 당시의 규정 탓인지 무산됐다.
이후 1998년에 KBO 리그에서 용병제를 처음 도입했을 때, 현대 유니콘스에 입단, 타율 0.317에 26홈런, 97타점을 기록하여 중심 타선 역할에 큰 역할을 한 바 있었으며 시즌 후 구단이 재계약 방침을 세웠으나 금액 문제로 협상에 난항을 겪다가 현대와 결별했다.
현재 디트로이트 타이거스 타격 코치로 활동하고 있다.